# Pliciloricus enigmaticus
Pliciloricus enigmaticus är en djurart som beskrevs av Higgins och Kristensen 1986. Pliciloricus enigmaticus ingår i släktet Pliciloricus, och familjen Pliciloricidae. Inga underarter finns listade i Catalogue of Life.